# Albanische Fußballnationalmannschaft der Frauen
Die albanische Fußballnationalmannschaft der Frauen repräsentiert Albanien im internationalen Frauenfußball. Die Auswahl ist dem albanischen Verband unterstellt.

## Geschichte
Die Auswahl ist eine der jüngsten Mitglieder der Frauen-Nationalmannschaften des europäischen Fußballverbandes (UEFA).
Das erste Länderspiel fand am 5. Mai 2011 gegen Mazedonien in Pogradec statt und konnte durch einen Treffer von Aurora Serenaj mit 1:0 gewonnen werden. Das Spiel wird von der FIFA nicht gelistet, aber von der UEFA erwähnt.

## Turnierbilanz

### Weltmeisterschaft
| - 1991 – 2011: nicht teilgenommen (erstes Spiel erst 2011) - 2015: nicht qualifiziert - 2019: nicht qualifiziert - 2023: nicht qualifiziert |

### Europameisterschaft
- 1984 – 2013: nicht teilgenommen (erstes Spiel erst 2011, nach Beginn der Qualifikation für die EM 2013)
- 2017: nicht qualifiziert
- 2022: nicht qualifiziert
- 2025: nicht qualifiziert, Aufstieg in Liga B für die Nations League 2025

### Olympische Spiele
Die Qualifikation erfolgte bis 2020 über die WM-Endrunde, ab 2024 über die UEFA Women’s Nations League.
| - 1996 – 2012: nicht teilgenommen (erstes Spiel erst 2011) - 2016: nicht qualifiziert - 2020: nicht qualifiziert - 2024: Keine Möglichkeit sich zu qualifizieren |

### Nations League
- 2023/24: Liga B1 – 4. Platz, Abstieg in Liga C für die Qualifikation zur EM 2025
- 2025: Liga B4 – 3. Platz, Play-off gegen Zypern

## Spiele gegen Nationalmannschaften deutschsprachiger Länder
Alle Ergebnisse aus albanischer Sicht.

### Schweiz
In der Qualifikation zur WM 2019 traf Albanien erstmals auf die Schweiz.
| Datum              | Ort         | Ergebnis | Anlass                |
| ------------------ | ----------- | -------- | --------------------- |
| 15. September 2017 | Elbasan     | 1:4      | WM-Qualifikation 2019 |
| 28. November 2017  | Biel/Bienne | 1:5      | WM-Qualifikation 2019 |